# Acoustic Live in Newcastle
Acoustic Live in Newcastle è il secondo album dal vivo del cantante britannico Sting, pubblicato nel novembre del 1991. È stato registrato e pubblicato durante il tour promozionale dell'album The Soul Cages, in occasione del concerto tenuto da Sting al Buddle Arts Centre di Newcastle upon Tyne, Inghilterra, il 20 aprile 1991.

## Il disco
Acoustic Live in Newcastle è stato pubblicato in edizione limitata solo in Regno Unito, Germania e Giappone, ed è per cui un oggetto da collezione molto ricercato dai fan di Sting.
L'album è stato registrato a pochi chilometri di distanza dalla cittadina natale di Sting, Wallsend, durante un concerto intimo per amici, familiari e altri invitati speciali. La qualità del suono è eccellente come tipico delle registrazioni di Sting. Il cantante è accompagnato da musicisti selezionati dal tour di The Soul Cages, tra cui l'artista Kathryn Tickell che suona la particolare cornamusa del Northumberland.
L'album include quattro brani estratti da The Soul Cages, più una cover della canzone Ain't No Sunshine di Bill Withers.

## Tracce
Tutte le canzoni sono state composte da Sting, eccetto dove indicato.
1. Mad About You – 5:31
2. Ain't No Sunshine – 5:06 (Bill Withers)
3. Island of Souls – 8:27
4. The Wild Wild Sea – 6:02
5. The Soul Cages – 6:17

Queste registrazioni sono state pubblicate anche come lati B del singolo Seven Days (le tracce 1-2 su una versione, le tracce 3-5 su un'altra).

## Musicisti
- Sting – voce, contrabbasso
- Dominic Miller - chitarra
- Vinnie Colaiuta – batteria
- David Sancious – tastiere
- Kathryn Tickell – cornamusa del Northumberland